# Mariemont, Ohio
Mariemont là một làng thuộc quận Hamilton, tiểu bang Ohio, Hoa Kỳ. Năm 2010, dân số của làng này là 3403 người.